# Valentina Serena
Valentina Serena (ur. 10 listopada 1981 w Wenecji) – włoska siatkarka, reprezentantka kraju, grająca na pozycji rozgrywającej.

## Sukcesy klubowe
Liga Mistrzyń:
- 2010

Mistrzostwo Włoch:
- 2016
- 2010

Superpuchar Włoch:
- 2011

Puchar CEV:
- 2013

Mistrzostwo Polski:
- 2013

Mistrzostwo Azerbejdżanu:
- 2014

## Sukcesy reprezentacyjne
Mistrzostwa Europy Juniorek:
- 1998